# Nokia X Software Platform
Nokia X Software Platform – system Android JellyBean 4.1.2 mocno zmodyfikowany przez Nokię. Zamiast aplikacji firmy Google znajdują się w nim aplikacje Nokii i Microsoftu. Około 75% aplikacji napisanych na system Android powinno działać na Nokia X Software Platform. Pierwszymi urządzeniami w jakich jest system Nokia X Software Platform są smartfony firmy Nokia z serii Nokia X.